# Hexatoma melanonota
Hexatoma melanonota är en tvåvingeart som beskrevs av Alexander 1968. Hexatoma melanonota ingår i släktet Hexatoma och familjen småharkrankar.
Artens utbredningsområde är Puerto Rico. Inga underarter finns listade i Catalogue of Life.